# Lucas Oil Stadium
Das Lucas Oil Stadium ist ein Football-Stadion in der US-amerikanischen Stadt Indianapolis im Bundesstaat Indiana. Das Stadion in Downtown Indianapolis wurde 2008 eröffnet, um den RCA Dome von 1984 als Heimspielstätte der Indianapolis Colts aus der National Football League (NFL) abzulösen. Zu den Spielen der Colts bietet das Stadion 62.421 Sitzplätze. Für spezielle Veranstaltungen wie einen Super Bowl oder Finalrunden im NCAA-College-Basketball kann die Kapazität auf maximal 70.000 Besucher gesteigert werden.
Am 28. Februar 2006 wurde bekanntgegeben, dass der Motoröl-Hersteller Lucas Oil für 20 Jahre und 122 Millionen US-Dollar Namenssponsor geworden ist. Zuvor wurde das Stadion als Indiana Stadium bezeichnet.

## Bauweise
Das Stadion besitzt ein schließbares Dach. Damit lassen sich die Veranstaltungen wetterunabhängig austragen. An der Nord- und Südseite verfügt der Bau über je eine große Glaswand, die ebenfalls geöffnet werden kann.

## Veranstaltungen
Das erste öffentliche Konzert im Lucas Oil Stadium hielt der Country-Sänger Kenny Chesney am 13. September 2008. Am 5. Februar 2012 wurde hier der Super Bowl XLVI vor 68.658 Besuchern ausgetragen.

## Galerie

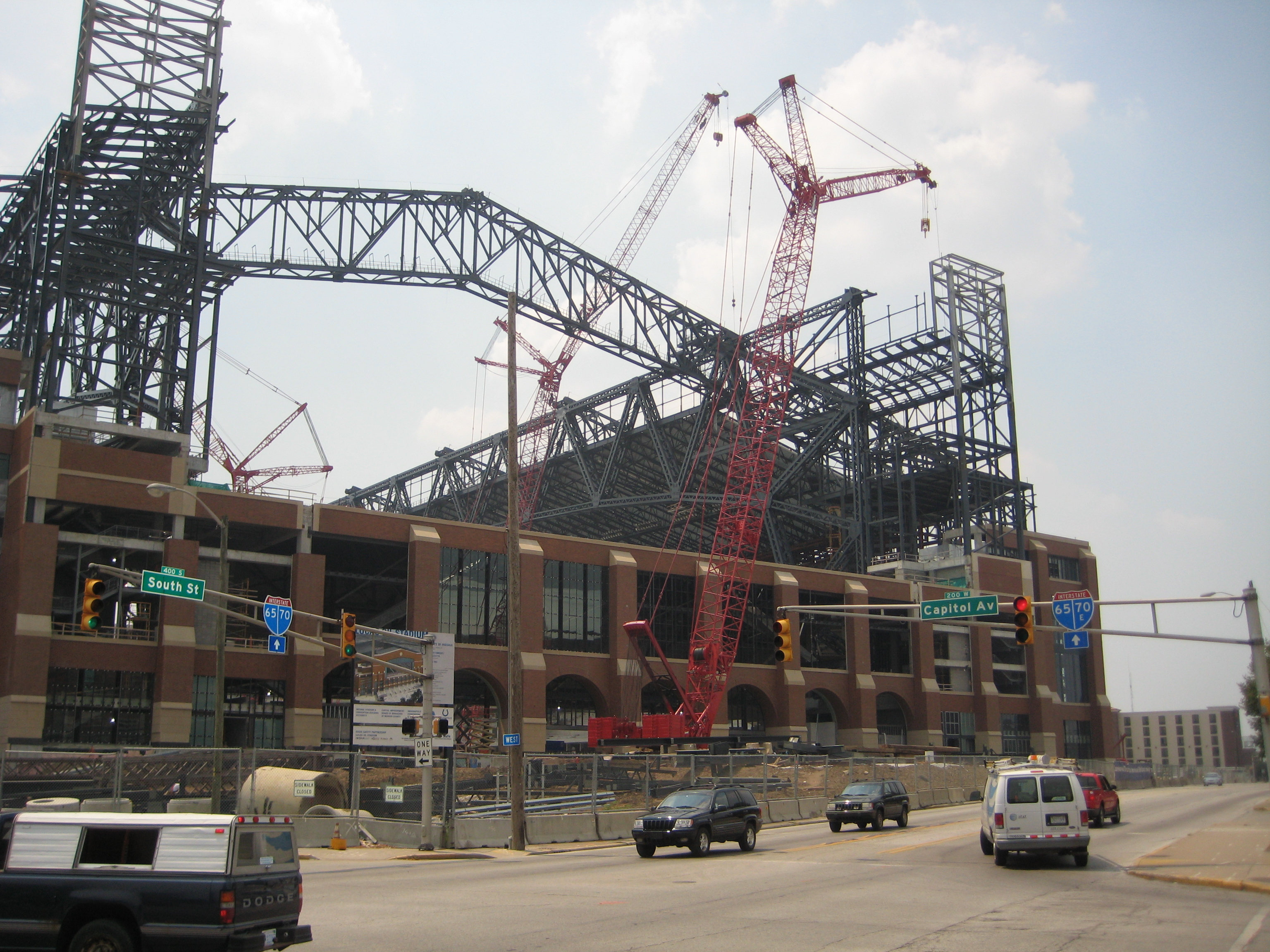
Die Baustelle im August 2007
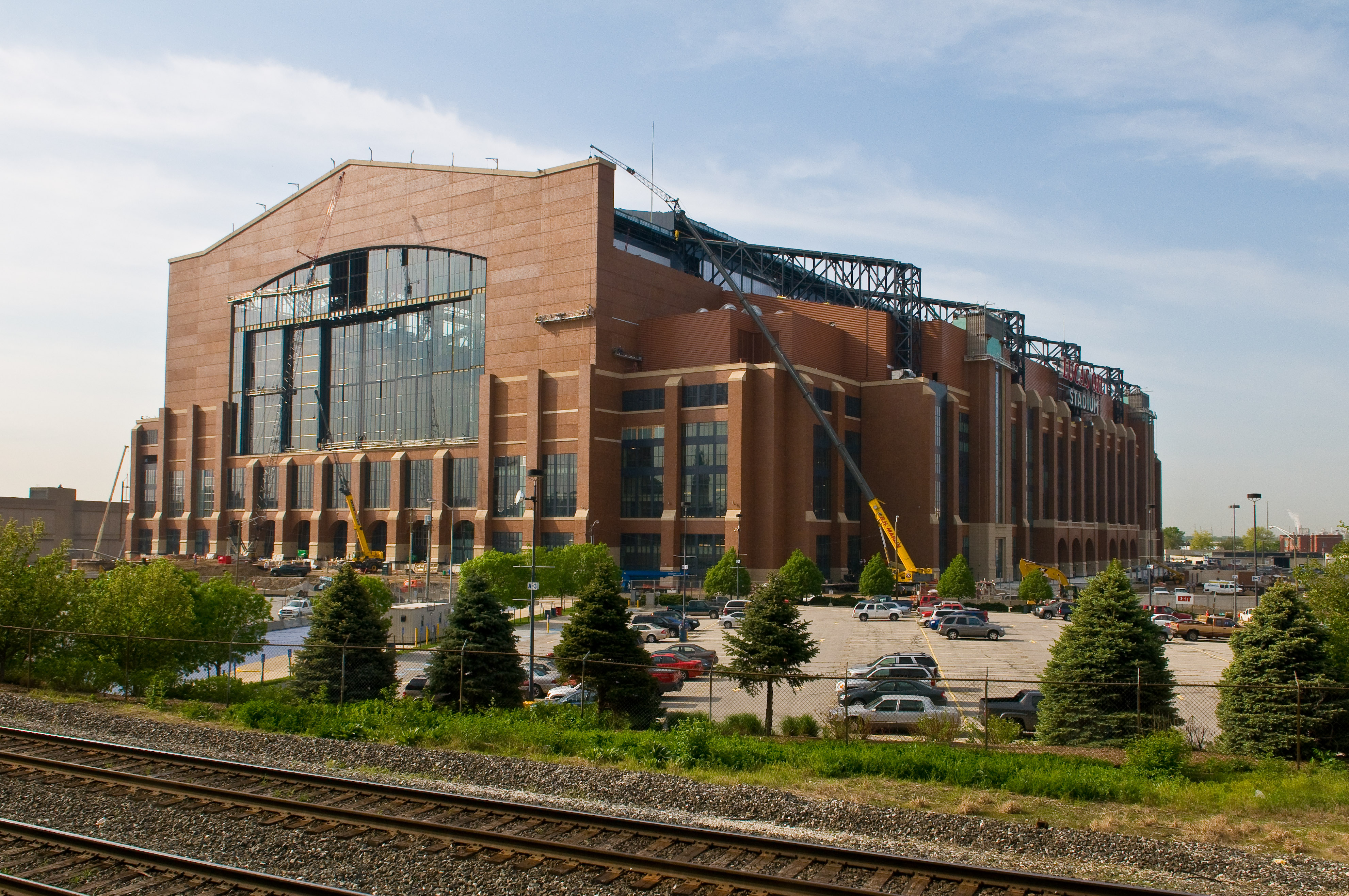
Die Nordseite im Mai 2008
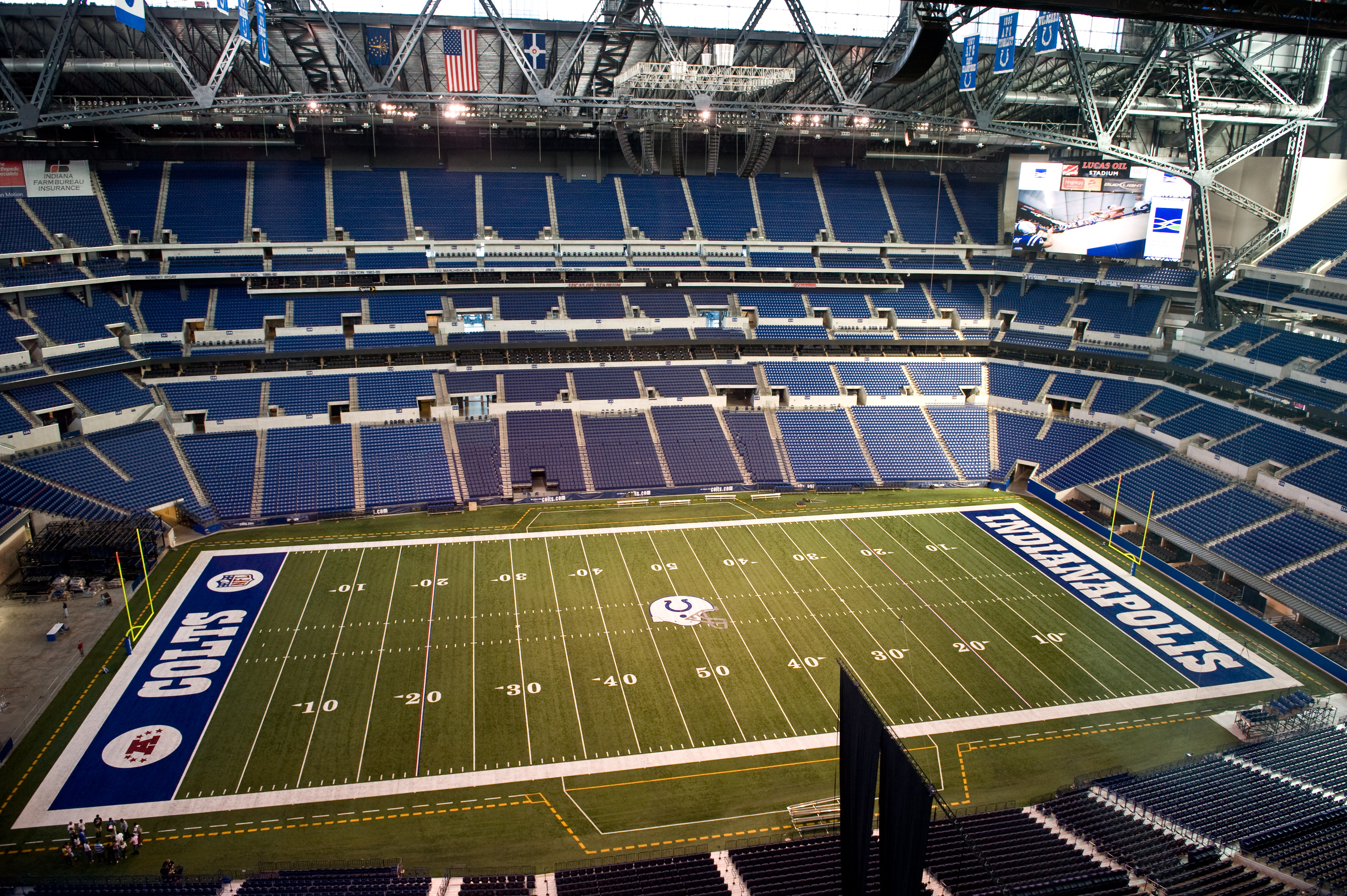
Stadioninnenraum (2008)
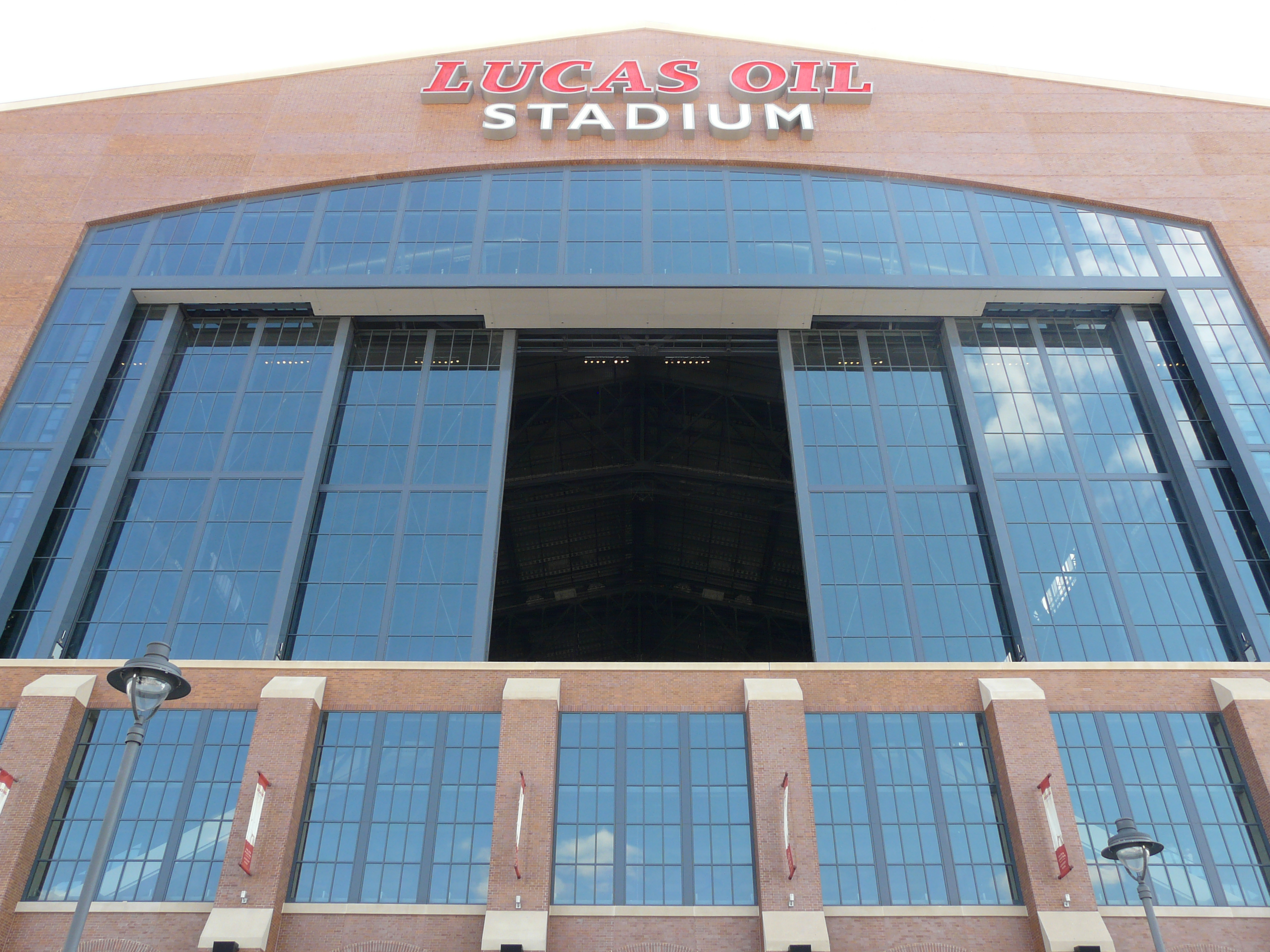
Die auffahrbare Fensterfront (2008)